# Винник, Данил Михайлович
Данил Михайлович Винник (род. 13 июня 1989 года, Краснодар, Россия) — российский спортсмен, двукратный чемпион мира по кикбоксингу (2014, 2021). Обладатель Кубка мира по кикбоксингу (2015), серебряный призер чемпионата Европы по французскому боксу (2014), трёхкратный чемпион России по французскому боксу сават (2014, 2016, 2017). Чемпион России по кикбоксингу среди профессионалов (2016).

## Биография
Данил Винник родился в городе Краснодар. Начал заниматься кикбоксингом в возрасте семи лет, в секцию его привела мама. Через год забросил спорт и только в четырнадцать лет вернулся обратно в кикбоксинг, к тренеру Павлову Валерию Борисовичу.

## Спортивные достижения
- Чемпионат Мира по кикбоксингу 2014[1] — ; ; ;
- Кубок Мира по кикбоксингу World cup Diamond (WAKO) 2015[2] — ;
- Чемпионат Мира по кикбоксингу (WKF) 2021[3] — ;;;
- Чемпионат Мира по кикбоксингу (WPKA) 2013 — ; ;
- Чемпионат Европы по французскому боксу САВАТ 2014 — ;
- Кубок Мира по кикбоксингу (WAKO) 2009 — ;
- VII Всемирные игры боевых искусств / кикбоксинг (K-1, фулл-контакт, фулл-контакт с лоу-киком) 2017 — ;;;
- Чемпионат России по кикбоксингу среди профессионалов  (ФКР) 2016[4] — ;
- Чемпионат России по французскому боксу САВАТ 2014 — ;
- Чемпионат России по французскому боксу САВАТ 2016 — ;
- Чемпионат России по французскому боксу САВАТ 2017 — ;[5]

## Тренерская деятельность
Данил тренерской деятельностью начал заниматься с 2007 года, на тренерский путь его направил Павлов В.Б.
2012 году основал клуб «Кузня» в городе Краснодар.   
Окончил Кубанский государственный университет физической культуры, спорта и туризма, а также прошел обучение в Таиланде в лагере тайского бокса.
Воспитал и тренирует чемпионку первенства Мира и Европы Бэллу Зуеву и чемпиона Мира по тайскому боксу Георгий Есаяна.